# 電球ジョーク
電球ジョーク（でんきゅうジョーク、英語: Light bulb joke）とは、特にアメリカで発展した古典的なエスニックジョークの一種であり、特定の集団に属する人々を引き合いに出して、1個の電球を取り替える作業のために、何人の彼らが必要か？ を述べたものである。
1960年代後半から1970年代にかけてのアメリカにおいて、ポーランド人の知性を馬鹿にする意味合いのブラックジョークとして流行した。その後、各国の国民性を表すバリエーションが多く作られた他、実在・架空を問わず様々な集団を主題として電球ジョークは存在する。テーマについてもオリジナルの電球から変更した派生バージョンがいくつも存在する。

## 概略
特定の集団またはそこに属する人々をステレオタイプ的に表現して、簡単な作業一つをとってもいかに効率的に（あるいは非効率的に）物事を行うか、のモデルを推測することで彼らの振る舞い・慣習・習性・性質を風刺している。もちろんこれらはあくまでもジョークであって内容は作り手の主観に任されており、主題となった集団の人々が本当にそのような行動をとるかどうかは定かではない。

## オリジナル版
Q. 1個の電球を取り替えるのに何人のポーランド人が必要か？
A. 3人。1人が電球をつかんで差し込み、他の2人が最初の人物の乗っている台を持って回転させるため。
もうひとつの解として「100人。1人が電球をつかんで残りの99人が家を回す」というものも存在する。
（註：古典的アメリカンジョークでは、ポーランド人は間抜けな振る舞いをする人々の代名詞とされることが多い）

### 弁護士を用いたバリエーション
Q. 1個の電球を取り替えるのに何人の弁護士が必要か？
A. 2人。1人が電球を交換している間、もう1人が「異議あり！」と叫んで邪魔し続ける。
（註：何にでも異議を唱えて邪魔する弁護士の仕事を皮肉ったもの）
Q. 1個の電球を取り替えるのに何人の弁護士が必要か？
A. 3人。1人が電球の製造会社を訴え、1人が電力会社を訴え、1人が配線技師を訴える。
（註：懲罰的損害賠償による大儲けを狙う弁護士を皮肉ったもの）
- 弁護士に関するジョークは、弁護士は死んだら地獄行き、他にも数多くの種類がある。

### 精神科医を用いたバリエーション
Q. 1個の電球を取り替えるのに何人の精神科医が必要か？
A. 電球が換わりたいと思うまで待つしかない。

## 派生ジョークの代表例
「家の外壁を塗り替えるには？」
Q：家の外壁を塗り替えるのに、何人のポーランド人が必要か？
A：6,001人。ひとりがハケを持って立ち、残りの6,000人が家を持ち上げてぐるぐる回す。